# Micrempis argyropalpa
Micrempis argyropalpa är en tvåvingeart som först beskrevs av Mario Bezzi 1904.  Micrempis argyropalpa ingår i släktet Micrempis och familjen puckeldansflugor. Inga underarter finns listade i Catalogue of Life.